# Siikakivi
Siikakivi är en klippa i Finland.   Den ligger i den ekonomiska regionen  Övre Birkalands ekonomiska region  och landskapet Birkaland, i den södra delen av landet, 190 km norr om huvudstaden Helsingfors. Siikakivi ligger 170 meter över havet.
Terrängen runt Siikakivi är platt. Runt Siikakivi är det glesbefolkat, med 14 invånare per kvadratkilometer. Närmaste större samhälle är Ruovesi, 19,2 km norr om Siikakivi. I omgivningarna runt Siikakivi växer i huvudsak blandskog.